# How the Grinch Stole Christmas!
Como o Grincho Roubou o Natal (no inglês original "How the Grinch Stole Christmas!") é um livro infantil escrito por Dr. Seuss, publicado em 1957. Este foi seu livro de Natal sobre a criatura verde, de nome Grinch, e uma menininha.

## Sinopse
Grinch é uma criatura verde que odeia o Natal. Mas, uma menininha da vila dos Quem acredita nele. Uma noite Grinch decide roubar todos os presentes dos Quem e jogar do alto, porém, seu coração não aguentou. Os Quem fizeram um jantar na noite de Natal, onde o Grinch participou. 
Após todo o ocorrido, a vila inteira passou a entender o verdadeiro significado do Natal.

## Filme
A Imagine Entertainment fez uma adaptação do livro, com o mesmo nome (How the Grinch Stole Christmas), estrelando Jim Carrey como Grinch, e Taylor Momsen como a garotinha Cindy Lou Who (ou Cindy Lou Quem, no Brasil).